# Aleksander Łukasiewicz (biolog)
Aleksander Łukasiewicz (ur. 12 lipca 1924, zm. 19 sierpnia 2022 w Poznaniu) – polski naukowiec, profesor nauk przyrodniczych.

## Życiorys
Urodzony w Dąbrowicy k. Lublina 12 lipca 1924 roku, w rodzinie rolniczej, z ojca Szymona i matki Katarzyny z d. Gospodarek.
Szkołę Podstawową ukończył w Płouszowicach w 1938 i do roku 1941 pracował w gospodarstwie rolnym swego ojca. W latach 1941–1945 uczęszczał do Gimnazjum Ogrodniczego w Kijanach. Egzamin dojrzałości złożył w maju 1946 roku w Lublinie przed Komisją Weryfikacyjno-Kwalifikacyjną Kuratorium Okręgu Szkolnego Lubelskiego. Początkowo studiował na Wydziale Rolnym w UMCS w Lublinie (1946–1947), a następnie na Wydziale Rolniczo-Leśnym UP w Poznaniu, uzyskując 9 grudnia 1949 roku stopień mgr inż. nauk rolniczych. W latach 1949–1952 studiował biologię na Wydziale Matematyczno-Przyrodniczym, a następnie na Wydziale Biologii i Nauk o Ziemi UP w Poznaniu, uzyskując 11 czerwca 1952 roku stopień magistra botaniki.
W listopadzie 1960 roku uzyskał stopień doktora nauk przyrodniczych na podstawie pracy pt. „Morfologiczno-rozwojowe typy bylin”. Habilitował się 24 kwietnia 1967 roku na podstawie pracy pt. „Rytmika rozwojowa bylin” (część I i II). Stopień docenta uzyskał w lutym 1968 roku, a 9 października 1975 roku uchwałą Rady Państwa nadano mu tytuł profesora nadzwyczajnego nauk przyrodniczych. Profesorem zwyczajnym został mianowany 17 września 1982 roku.

## Praca zawodowa
Pracę zawodową rozpoczął w Państwowej Szkole Ogrodniczej w Kijanach gdzie, od 1 września 1944 r. do 31 sierpnia 1945 r., zatrudniony był w charakterze instruktora sadownictwa. W czasie studiów na Uniwersytecie MCS w Lublinie pracował w charakterze zastępcy młodszego asystenta tegoż Uniwersytetu (od 1 września 1945 do 31 sierpnia 1946). Po ukończonych studiach ogrodniczych na Wydziale Rolniczo-Leśnym UP, początkowo pracował jako nauczyciel biologii w Ośrodku Szkolnym TPD w Poznaniu (od 1 listopada 1949 do 1 marca 1950), a następnie w Okręgowym Zarządzie Poznań-Wschód w charakterze kierownika sekcji ogrodniczej (od 1 lutego 1950 do 30 kwietnia 1951). Od 15 kwietnia 1951 do 31 października 1951 roku był zaangażowany w charakterze starszego asystenta przy Katedrze Roślin Ozdobnych na Wydziale Rolniczo-Leśnym UP. Od 1 listopada 1951 roku rozpoczął pracę w Ogrodzie Botanicznym Uniwersytetu Poznańskiego jako: asystent naukowo-techniczny (do 1 sierpnia 1954), starszy asystent (od 1 sierpnia 1954 do 1 stycznia 1955), adiunkt (od 1 stycznia 1955 do 1 kwietnia 1968). 1 kwietnia 1968 roku został mianowany kierownikiem Ogrodu Botanicznego UAM, a od 1 września 1982 jego dyrektorem. Na tym stanowisku pracował do 30 września 2000 roku. Funkcję Pełnomocnika Rektora UAM ds. Ogrodu Botanicznego pełnił od 1 kwietnia 1974 do 31 sierpnia 1987.
Na emeryturę przeszedł 1 października 1994 roku i od tego dnia pracował dalej (na pół etatu), na stanowisku dyrektora Ogrodu Botanicznego UAM aż do 30 września 2000 roku. Od 2 października 2000 do 1 września 2003 roku zaangażowany był na pół etatu na stanowisku profesora zwyczajnego UAM, a od 1 października 2004 roku do 2007 corocznie był zatrudniany w niepełnym wymiarze godzin.

## Członkostwa
Od roku 1956 jest członkiem Poznańskiego Oddziału „Polskiego Towarzystwa Botanicznego”, a od roku 1967 do 1972 był członkiem Zarządu tego Stowarzyszenia. Członkiem Komisji Biologicznej „Poznańskiego Towarzystwa Przyjaciół Nauk” jest od 1962 roku. Ponadto był członkiem i rzeczoznawcą „Stowarzyszenia Naukowego Inżynierów i Techników Ogrodnictwa” od roku 1966 do 1980. W latach 1972 do 1974 pełnił funkcje zastępcy przewodniczącego przy „Poznańskim Komitecie Ochrony Środowiska” oraz przewodniczącego Komisji ds. Ochrony Zieleni przy „Poznańskim Komitecie Ochrony Środowiska Człowieka”. Od roku 1973 do 1996 pełnił funkcję przewodniczącego Komisji (Rady) Ogrodów Botanicznych i Arboretów przy Komitecie Botaniki PAN, a od lutego 1975 roku został powołany na członka Rady Naukowej Ogrodu Botanicznego w Powsinie oraz na przewodniczącego Komisji Przestrzennego Zagospodarowania tegoż Ogrodu, członkiem Rady Naukowej – Instytutu Dendrologii PAN w Kórniku, Ogrodu Botanicznego Uniwersytetu Wrocławskiego, Ogrodu Botanicznego UMCS, Ogrodu Botanicznego w Łodzi. Jest członkiem Rady Naukowej Ogrodu Botanicznego UAM w Poznaniu od 1 października 1981. Był członkiem Rady Redakcyjnej Sekcji Dendrologicznej PTB i członkiem Rady Redakcyjnej publikacji Arboretum Kórnickiego od 13 grudnia 1985 do 31 grudnia 1987 roku, ponadto członkiem zespołu koordynującego problem międzyresortowy w Instytucie Dendrologii PAN od 1981 do 1985 roku. Ponadto wielokrotnie był konsultantem różnych instytucji na terenie kraju w dziedzinie ogrodów botanicznych i palmiarni, opracowując dla nich programy założeń botanicznych. Powoływany był również jako ekspert w zakresie przestrzennego i jakościowego rozwoju zieleni miejskiej.

## Staże i zjazdy naukowe
W roku 1963 był na stażu naukowym w NRD, a w roku 1969 w Czechosłowacji. Wielokrotnie brał udział w międzynarodowych zjazdach naukowych, gdzie wygłaszał referaty problemowe, np. w: Halle (1973), Moskwie i Leningradzie (1975), Budapeszcie (1976), Lipsku (1977), Pradze (1977), Libercu (1978), Sofii (1978), Berlinie (1979), Dreźnie i Lipsku (1979), Koszycach (1979), Mühlhausen (1981), Tbilisi (1982), Wernigerode (1982), Dreźnie i Tharandtcie (1983), Nitrze (1983), Próchonicach (1985), Pradze (1985), Nitrze (1989), Brnie (1990) i na Ukrainie w Parku Dendrologicznym „Zofijówce” (1996).

## Odznaczenia i nagrody
Państwowe medale i odznaczenia:
- Złoty Krzyż Zasługi – 19 września 1974,
- Medal Komisji Edukacji Narodowej – 14 października 1975,
- Krzyż Kawalerski Orderu Odrodzenia Polski – 15 września 1977,
- Odznaka tytułu honorowego „Zasłużony Nauczyciel PRL” – 3 września 1986,
- Krzyż Oficerski Orderu Odrodzenia Polski – 16 czerwca 1994[5]
- Medal „Za zasługi dla Uniwersytetu im. Adama Mickiewicza” – 2 października 1995,
- liczne nagrody Rektora UAM w dziedzinie naukowo-badawczej i dydaktycznej oraz za pracę dla dobra Uniwersytetu – 1971 – 2003,
- medal ‘Palmae Universitatis Studiorum Posnaniensis’ nr 6 – 24 czerwca 2002 roku.

Z regionalnych i okolicznościowych odznaczeń otrzymał:
- Odznakę Honorową Miasta Poznania – 25 kwietnia 1969,
- Odznakę Honorową „Za Zasługi w Rozwoju Województwa Poznańskiego” – 27 września 1974,
- Medal z okazji 50-lecia Ogrodu Botanicznego UAM w Poznaniu – 15 września 1975,
- Indywidualną nagrodę naukową Przewodniczącego Wojewódzkiej Rady Narodowej – 1976,
- odznakę „Za zasługi dla Województwa Kaliskiego” – 24 kwietnia 1979,
- Medal Pamiątkowy Wyższej Szkoły Oficerskiej Wojsk Pancernych im. Stefana Czarneckiego w Poznaniu, leg. nr 34/1979,
- Nagrodę Wojewody Poznańskiego „Za osiągnięcia w dziedzinie nauki i techniki – 1982,
- Medal 40-lecia Polski Ludowej – 22 lipca 1984,
- XV-lecie Wyższej Szkoły Pedagogicznej im. Jana Kochanowskiego w Kielcach – 1984,
- Brązowy Medal „Za zasługi dla obronności kraju” – 19 września 1985,
- medal „Honorowy Opiekun Zespołów Parkowych Muzeum Narodowego w Warszawie,
- medal „30-lat Odkrycia Złóż Miedzi 1957-”,
- Nagroda II stopnia w konkursie „Najlepszy użytkownik obiektu zabytkowego za lata 1993/1994” nadanym przez Ministerstwo Kultury i Sztuki – 6 kwietnia 1995,
- medal z okazji 75-lecia Ogrodu Botanicznego UAM w Poznaniu – 7 września 2000.

W latach 1964–1970, otrzymał nagrody Ministra Oświaty i Szkolnictwa Wyższego za osiągnięcia organizacyjno-dydaktyczne. Stypendia naukowe: habilitacyjne otrzymał od 1 października 1963 do 3 kwietnia 1965. Medal Pamiątkowy „Naturae Tutela Res Necessaria Hominum Pro Regionalibus Et Urbanis Studiis” za całokształt działalności zawodowo-twórczej, innowacyjnej i rewitalizacyjnej, w orientacji użyteczności publicznej i zdrowej egzystencji, Poznań 27 XII 2008, dokument nr „Jubileum.

## Życie prywatne
W roku 1951 zawarł związek małżeński z Różą Tomaszewską, z którą posiada troje dzieci (Paulinę – 1953, Annę – 1956 i Szymona – 1962).